# Tourcoing
Tourcoing es una ciudad y comuna francesa del departamento del Norte, en la región de Alta Francia.

## Geografía
Ubicada en la aglomeración de las ciudades de Lille y Roubaix, junto a la frontera con Bélgica. 

## Demografía
| 12 110 | 11 380 | 14 661 | 17 973 | 22 503 | 26 834 | 29 646 | 33 498 | 38 262 | 43 322 | 51 895 | 58 008 | 65 477 | 73 353 | 79 243 | 81 671 | 82 644 | 78 600 | 81 379 | 81 972 | 78 393 | 76 080 | 83 416 | 89 258 | 98 755 | 102 239 | 96 908 | 93 765 | 93 540 | 92 000 | 92 118 | 92 614 | 93 974 | 97 368 | 97 442 |
| Para los censos de 1962 a 1999 la población legal corresponde a la población sin duplicidades (Fuente: INSEE [Consultar]) |        |        |        |        |        |        |        |        |        |        |        |        |        |        |        |        |        |        |        |        |        |        |        |        |         |        |        |        |        |        |        |        |        |        |

## Patrimonio
- Iglesia de Saint Christophe (siglos XV-XVI). Construida en piedra y ladrillo, tiene un campanario de 80 metros de alto con más de 80 campanas.
- Hospice de Havre, fundada en 1260. El claustro y la capilla datan del siglo XVII.
- Hôtel de ville  (1885), en estilo Napoleón III.
- Jardín Botánico de Tourcoing, un arboreto y jardín botánico de 11 900 m² creado en 1917.

## Localidades hermanadas
- Berlín-Mitte (Alemania)
- Biella (Italia)
- Bottrop (Alemania)
- Guimarães (Portugal)
- Jastrzebie Zdroj (Polonia)
- Mouscron (Bélgica)
- Mühlhausen (Alemania)
- Rochdale (Reino Unido)